# Savoia (dipartimento)

Logo

Il dipartimento della Savoia (in francese Savoie, in francoprovenzale Savouè) è un dipartimento francese della regione dell'Alvernia-Rodano-Alpi.

## Storia
Si ritiene che il toponimo del dipartimento derivi da una parola celtica latinizzata in Sapaudia (o Sabaudia) e che significhi "paese coperto di abeti" ("sapins" in francese). Il regno di Sapaudia fu dato ai Burgundi nel 443 da Flavio Ezio; Gundicaro diviene quindi il primo re di Sapaudia.
Appartenente ininterrottamente per molti secoli alla Casa Savoia, il territorio di Savoia (di cui il dipartimento costituisce la parte meridionale) fu annesso alla Francia solo nel marzo del 1860 in cambio dell'aiuto militare da essa prestato al Regno di Sardegna nel processo di unificazione dell'Italia. Fino a questa data la Savoia faceva parte del Regno di Sardegna. Unitamente alla Savoia fu anche assegnata all'impero di Napoleone III la città di Nizza.

## Geografia fisica
Il territorio del dipartimento confina con i dipartimenti dell'Alta Savoia (Haute-Savoie) a nord, dell'Ain a nord-ovest, dell'Isère a ovest e delle Alte Alpi (Hautes-Alpes) a sud. Il dipartimento confina anche con l'Italia (Valle d'Aosta a est e Città metropolitana di Torino in Piemonte a sud-est). Le principali città, oltre al capoluogo Chambéry, sono Albertville e San Giovanni di Moriana.
La geografia del dipartimento è caratterizzata da grandi catene montane: le Prealpi dei Bauges e le Prealpi della Chartreuse appartenenti alle Prealpi di Savoia; il Massiccio della Vanoise e le Alpi del Beaufortain appartenenti alle Alpi Graie. Nel territorio del dipartimento ha origine il fiume Isère, che nasce dal Colle dell'Iseran e che crea il Lago di Aiguebelette.
Il dipartimento è stato creato nel 1860 a partire da una suddivisione del territorio del Ducato di Savoia. Chambéry è la sede della prefettura dal momento dell'annessione alla Francia. La densità della popolazione all'interno del dipartimento è fortemente disomogenea in ragione della forte urbanizzazione della valle del fiume Isère e, per contro, della bassa densità che caratterizza le zone di alta montagna.

### Turismo
Il turismo è un'attività molto importante per la vita del dipartimento: la Savoia è uno dei dipartimenti francesi più frequentati da sciatori, grazie al grande sviluppo di stazioni sciistiche, fra cui: Val-d'Isère, Tignes, Courchevel, Méribel, Les Ménuires. Ad Albertville sono stati organizzati i XVI Giochi olimpici invernali nel 1992, che hanno sfruttato gli impianti sportivi del dipartimento. Il turismo in Savoia è anche caratterizzato dalle terme, grazie alle strutture termali di Aix-les-Bains, Challes-les-Eaux, Brides-les-Bains e La Léchère.

## Località principali
- Chambéry, antica capitale del Ducato di Savoia, oggi è il capoluogo del dipartimento.
- Aix-les-Bains (25.000 ab.), famosa città termale (acque solforose calde) già nota ai Romani con il nome Aquae Allobrogum, posta sulla riva orientale del lago del Bourget.
- Albertville, cittadina di circa 18 000 abitanti è stata creata dal re Carlo Alberto di Savoia nel 1835 unendo le località di Hopital san Conflant e di Conflant, antico borgo fortificato. È il punto di accesso alla grandiosa area di sport invernali Les Trois Vallées sede nel 1992 dei Giochi olimpici invernali.
- San Giovanni di Moriana, cittadina di circa 9 000 abitanti è il centro principale della Moriana.